# Otávio Bastos Meira
Octávio Augusto de Bastos Meira (Belém, 28 de fevereiro de 1908 — Belém, 6 de abril de 1983) foi um político brasileiro. Foi governador do Pará, de 9 de fevereiro a 9 de dezembro de 1946.
Filho do senador Augusto Meira (1873-1964) e neto de Olinto Meira, presidente da província do Rio Grande do Norte, era formado em direito pela Faculdade de Direito do Pará e de onde foi também professor catedrático de direito administrativo.